# Jakob Norrgård
Jakob Per Anders Norrgård, född 22 mars 1993 i Maxmo i västra Finland, är en finlandssvensk artist och komiker. Han är sedan år 2009 medlem i humorgruppen Kaj, som utöver honom även består av kollegorna Kevin Holmström och Axel Åhman.
Han har studerat foto och filmklippning vid Yrkeshögskolan Arcadas linje för TV och film i Helsingfors.. Han var en av radiokanalen Vegas sommarpratare 2024.
Norrgård vann tillsammans med humorgruppen Kaj Melodifestivalen 2025 med bidraget "Bara bada bastu" och slutade på fjärde plats i Eurovision Song Contest.